# Annales des sciences naturelles
Les Annales des sciences naturelles sont une revue scientifique naturaliste publiée de 1824 à la fin du XXe siècle à Paris. 

## Historique

### 1824-1833: une revue de zoologie et de botanique
À leur création en 1824, les « Annales des Sciences Naturelles » couvrent l'ensemble du spectre des sciences de la vie et de l'environnement, c'est-à-dire la zoologie, la botanique ainsi que la géologie, comme l'atteste le sous-titre « comprenant la physiologie animale et végétale, l'anatomie comparée des deux règnes, la zoologie, la botanique, le minéralogie et la géologie ».
Les éditeurs sont alors :
- Pour la zoologie :
  - Henri Milne-Edwards ;
  - Jean-Victor Audouin (jusqu'à sa mort en 1841).
- Pour la botanique :
  - Adolphe Brongniart ;
  - Jean Baptiste Antoine Guillemin.

En 1834 le sous-titre devient « comprenant la zoologie, la botanique, l'anatomie et la physiologie comparée des deux règnes, et l'histoire des corps organisés fossiles ». 
Les Annales séparent leurs  sections de zoologie et de botanique en 1864. 

### Les annales de zoologie et paléontologie
La section de zoologie s'individualise en 1834 en prend en 1844 le titre « Annales des Sciences Naturelles – Zoologie » et le sous-titre « comprenant l'anatomie, la physiologie, la classification et l'histoire naturelle des animaux ».  
Elle poursuit sa publication sous les directions éditoriales successives de :
- 1864-1885 : Henri Milne-Edwards, en continuité des Annales jusqu'alors unifiées ;
- 1875-1899 : Alphonse Milne-Edwards ;
- 1900-1920 : Edmond Perrier ;
- 1922-1939 : Eugène-Louis Bouvier ;
- 1940-1985 : Pierre-Paul Grassé ;
- 1946-1980 : Jacques Millot.

En 1864 la revue prend le titre « Annales des Sciences Naturelles – Zoologie et Paléontologie » puis revient à « Annales des Sciences Naturelles – Zoologie » en 1905 puis « Annales des Sciences Naturelles – Zoologie et Biologie animale » de 1939 à 1950 au moins.   
À sa prise de fonction d'éditeur en 1922, Eugène Louis Bouvier récapitule l'histoire des Annales dans un éditorial.   
La publication des Annales des Sciences Naturelles – Zoologie et Biologie Animale cesse définitivement avec le volume 21 en 2000. 

### Les annales de botanique
La section de botanique s'individualise en 1834 et prend en 1844 le titre Annales des Sciences Naturelles – Botanique et le sous-titre "comprenant l'anatomie, la physiologie et la classification des végétaux vivants et fossiles". En 1920 et 1921, probablement à la suite d'une erreur d'imprimerie, le sous-titre reprend temporairement celui des Annales de Zoologie, "comprenant l'anatomie, la physiologie, la classification et l'histoire naturelle des animaux". 
Elle poursuit sa publication sous les directions éditoriales successives de : 
- 1864-1876 : Adolphe Brongniart, en continuité des Annales jusqu'alors unifiées ;
- 1864-1842 : Jean Baptiste Antoine Guillemin, en continuité des Annales jusqu'alors unifiées ;
- 1843-1881 : Joseph Decaisne ;
- 1882-1913 : Philippe van Thieghem ;
- 1914-1936 : Julien Costantin ;
- 1937-1945 : Pierre Allorge ;
- 1937-1958 :  Louis Blaringhem ;
- 1946-1969 : Louis Emberger ;
- Années 1960-70 : Roger Heim ;
- Années 1970 : Roger Buvat (d).

Le titre est « Annales des sciences naturelles. Botanique et biologie végétale » entre 1938 et 1952 au moins.